# Hōgen monogatari

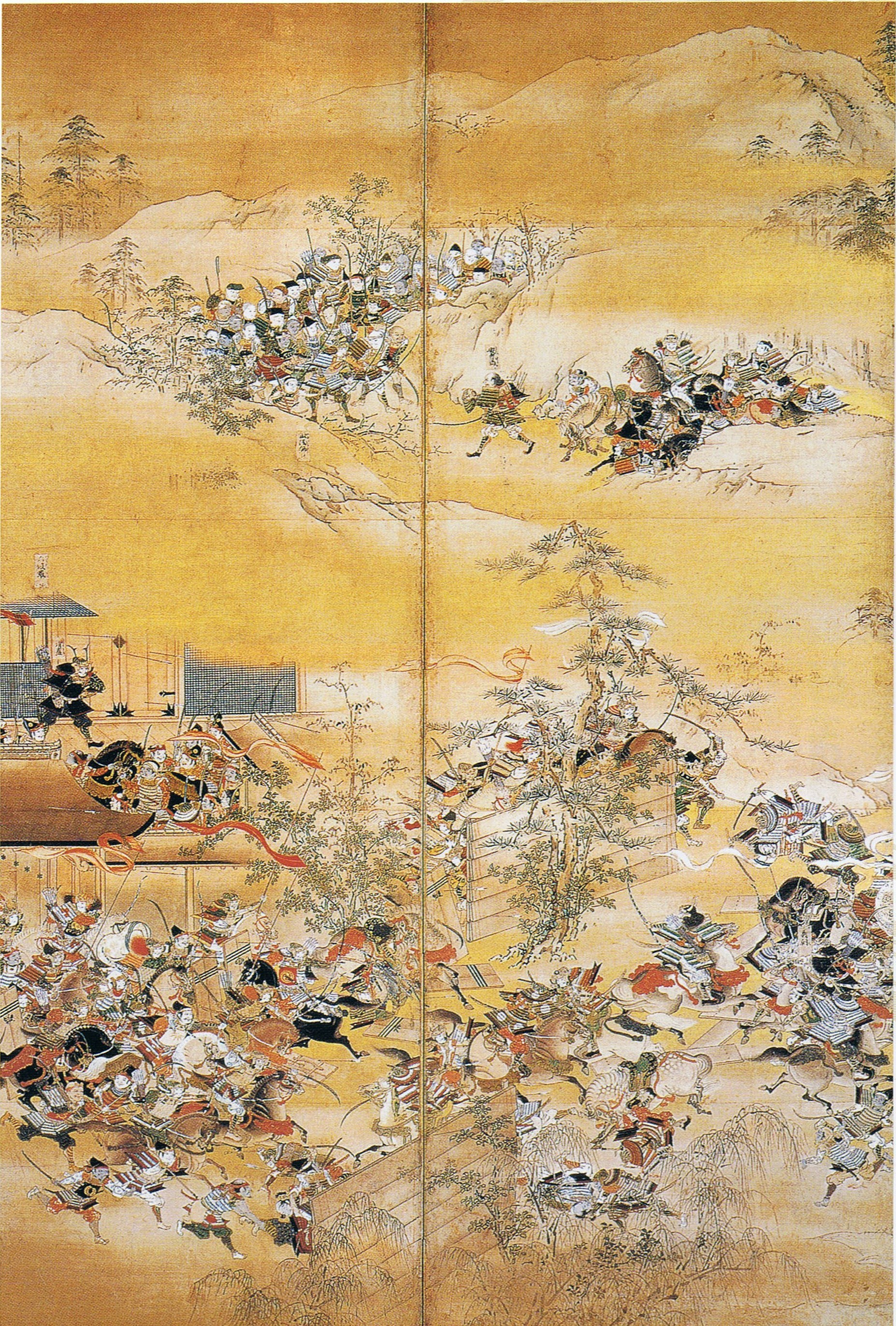
Nesta representação da Rebelião Hogen, o guerreiro de armadura preta é Kiyomori Taira - no meio do terreno, à esquerda

Hōgen monogatari (保元物語, "Conto de Hōgen") é uma crónica de guerra japonesa ou conto bélico (gunki monogatari) que relata os eventos e as figuras importantes da Rebelião Hōgen. Acredita-se que esta obra clássica tenho sido concluída no período Kamakura, por volta de 1320. O seu autor, ou autores, permanecem desconhecidos. Os eventos contados na história de Hōgen tornam-se um prelúdio da história contada no Conto de heiji.

## Rivalidades
Como no Conto de Heiji, rivalidades de vários níveis e inter-relacionadas levam à guerra, e os personagens principais são apresentados na ordem do estatuto tradicional: imperadores e ex-imperadores primeiro, ministros Fujiwara em segundo e guerreiros do clã Minamoto em terceiro.
- A Parte 1 apresenta as personagens e as suas rivalidades.[4]
- A parte 2 relaciona o curso dos conflitos.[5]
- A parte 3 explica as consequências trágicas.[6]